# Faramea calyciflora
Faramea calyciflora är en måreväxtart som beskrevs av Achille Richard och Dc.. Faramea calyciflora ingår i släktet Faramea och familjen måreväxter. Inga underarter finns listade i Catalogue of Life.